# إديث توماس
إديث توماس (بالفرنسية: Édith Thomas) (23 يناير 1909، مونتروج في فرنسا - 7 ديسمبر 1970، باريس في فرنسا)؛ مؤرخة، صحفية وروائية فرنسية.